# Nova Odessa

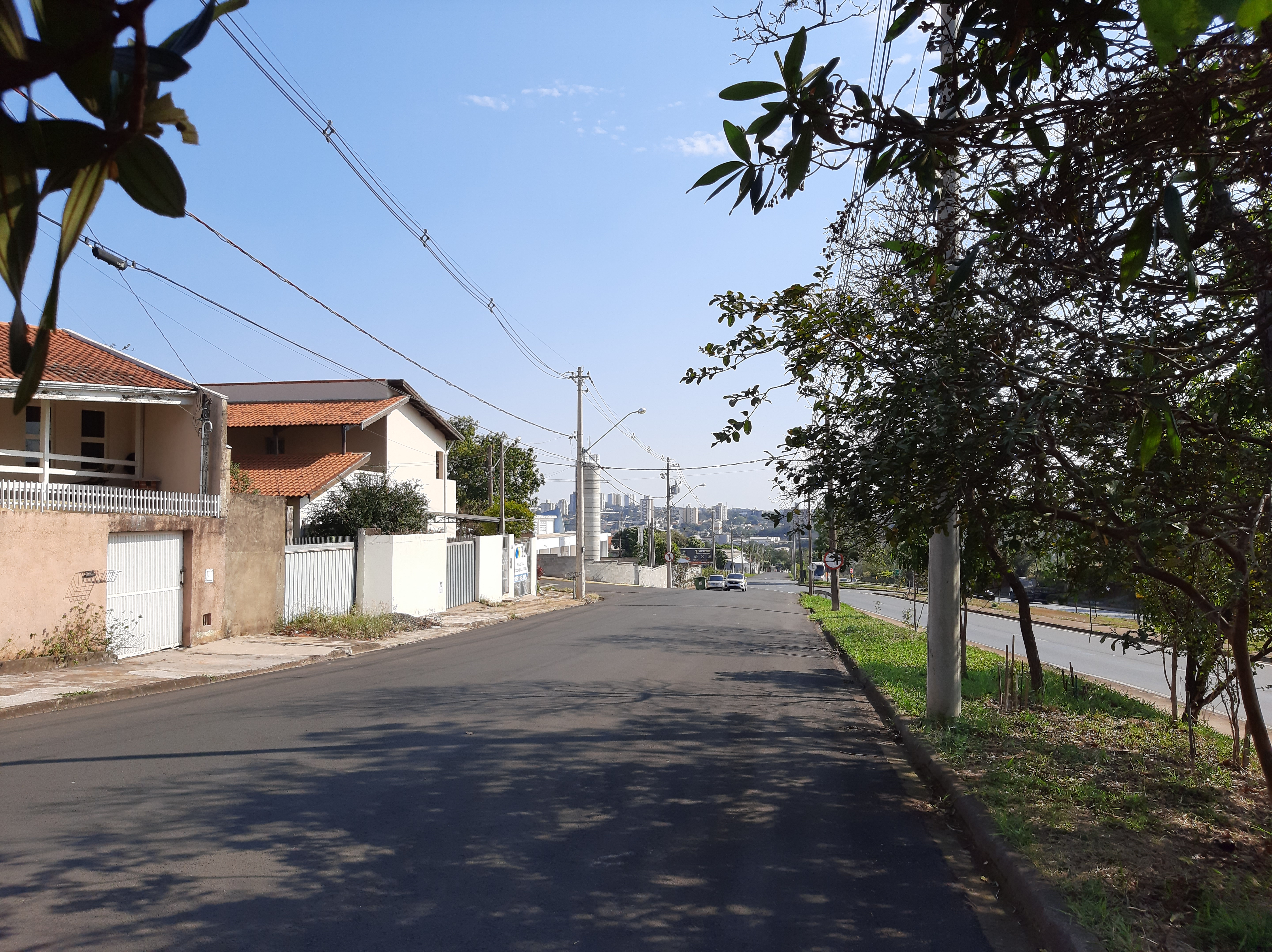
Nova Odessa - Sao Paulo Brasil; Outlook

Nova Odessa ist eine Gemeinde (município) mit etwa 60.000 Einwohnern im brasilianischen Bundesstaat São Paulo und liegt in der Metropolregion Campinas gut 100 km nördlich der Stadt São Paulo.  

## Geschichte
Der Ort wurde am 24. Mai 1905 auf der frisch vom Bundesstaat São Paulo erworbenen Farm Fazenda Pombal gegründet und 1907 durch die Eisenbahngesellschaft Companhia Paulista de Estradas de Ferro erschlossen.
Der gewählte Name der Stadt diente dem Zweck, zunächst ukrainische und später auch lettische Einwanderer anzusiedeln.
Ursprünglich zu Campinas gehörend, wird Nova Odessa 1924 Teil der im Westen liegenden Gemeinde Americana und ist seit dem 1. Januar 1960 eigenständig.

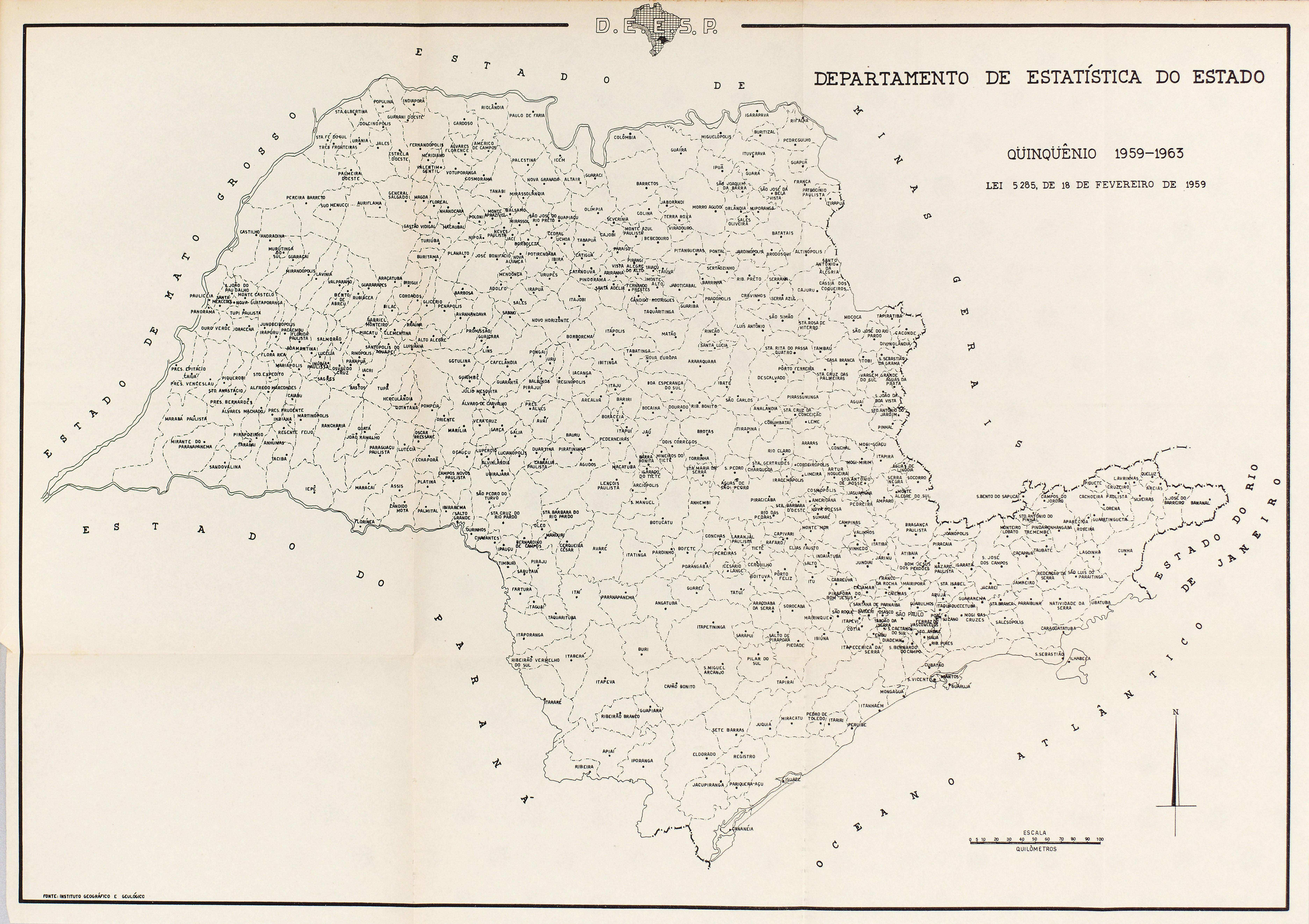
Karte des Bundesstaates São Paulo (1959).

## Geographie

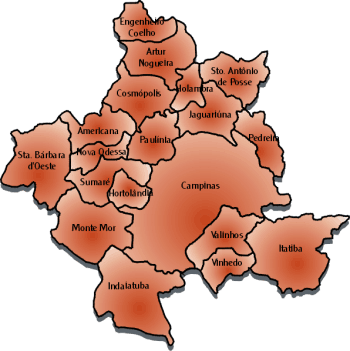
Região Metropolitana de Campinas

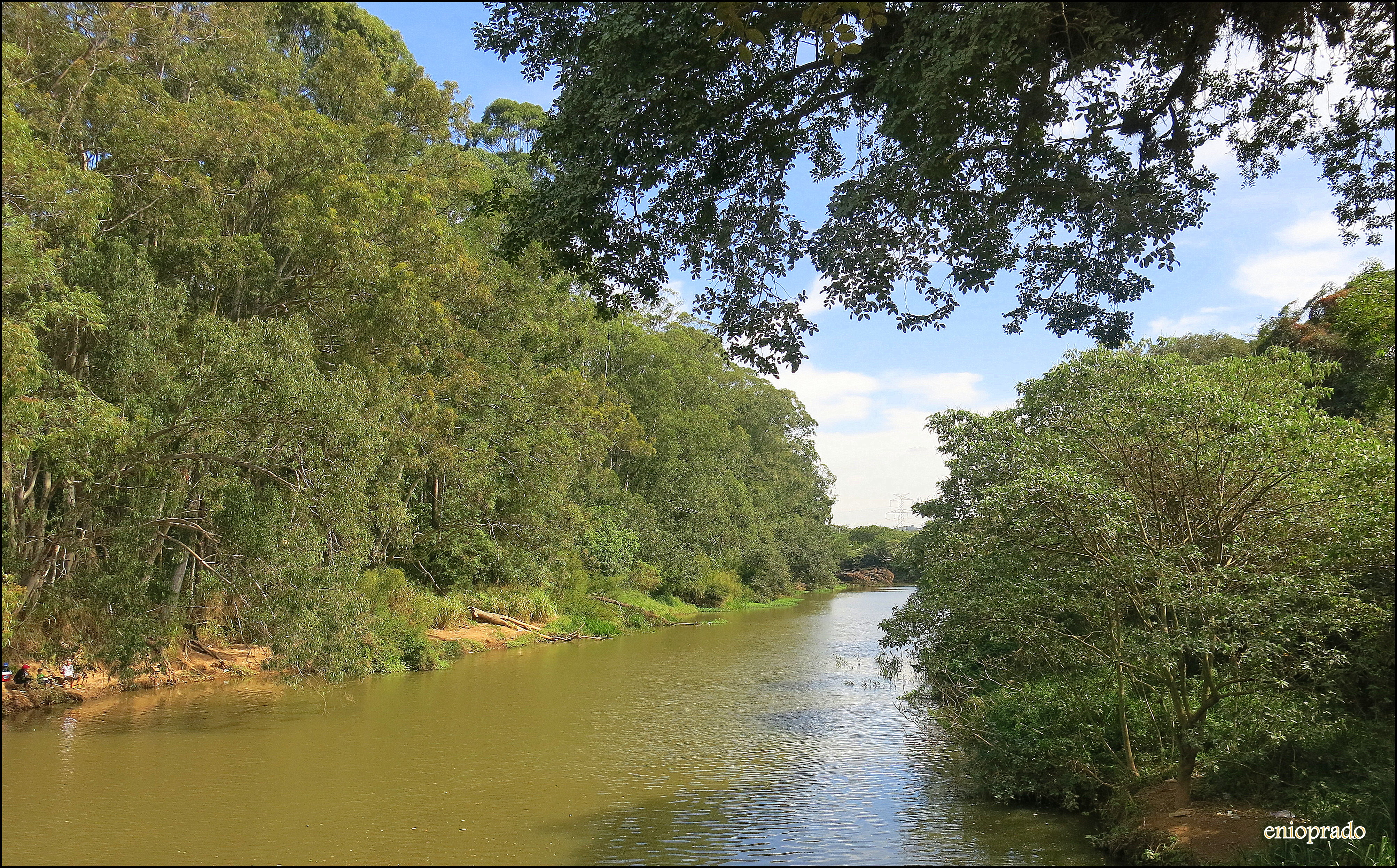
Rio Atibaia

Die Gemeinde liegt zwischen Americana und Campinas am Ostrand des Atibaia-Staudamms, der durch Zusammenfluss mit dem Jaguari unmittelbar in den Rio Piracicaba übergeht.
In dem leicht welligen Gebiet herrscht ein tropisches Höhenklima mit trockenem Winter bei überwiegendem Südostwind.

## Bevölkerung
| Bevölkerungsentwicklung | Bevölkerungsentwicklung |
| Jahr                    | Bevölkerung             |
| ----------------------- | ----------------------- |
| 1960                    | 5.710                   |
| 1970                    | 8.336                   |
| 1980                    | 21.891                  |
| 1991                    | 34.063                  |
| 2000                    | 42.071                  |
| 2010                    | 51.242                  |
| 2022                    | 62.019                  |
| [ 2 ] [ 3 ] [ 4 ]       |                         |

## Wirtschaft und Verkehr
Die Region um Campinas erwirtschaftet mit etwas mehr als 3 % der Einwohner des Landes 9 % des brasilianischen Bruttosozialprodukts. Das Pro-Kopf-Einkommen ist eines der höchsten in Lateinamerika (10.000 US$/Jahr).
Durch den Ort führt die Rodovia Anhangüera (SP-330), die São Paulo mit dem knapp 500 km im Norden gelegenem Uberlândia in Minas Gerais verbindet.

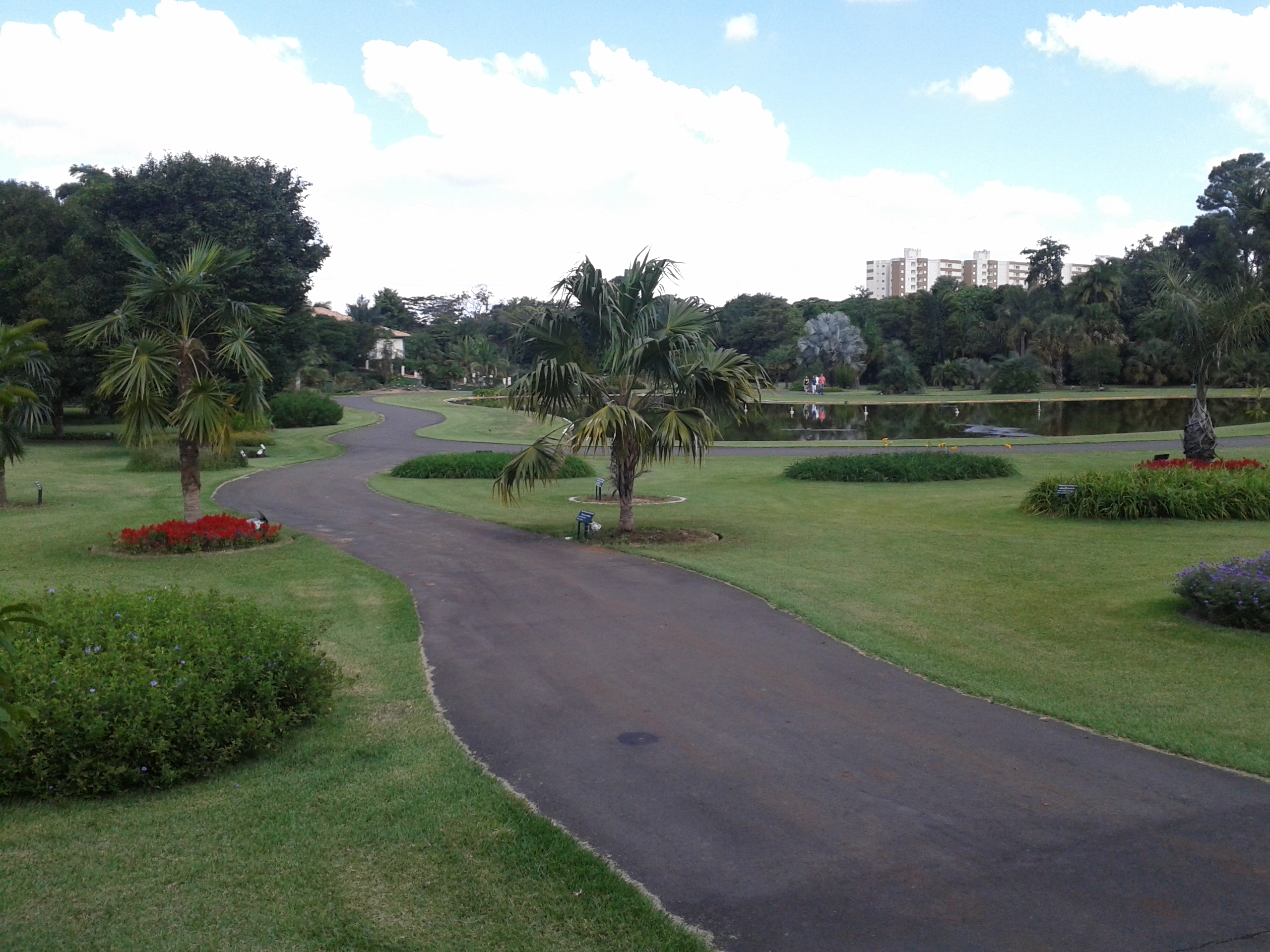
Instituto Plantarum

Seit 1981 gibt es hier das Instituto Plantarum, das der Botanic Gardens Conservation International angehört.

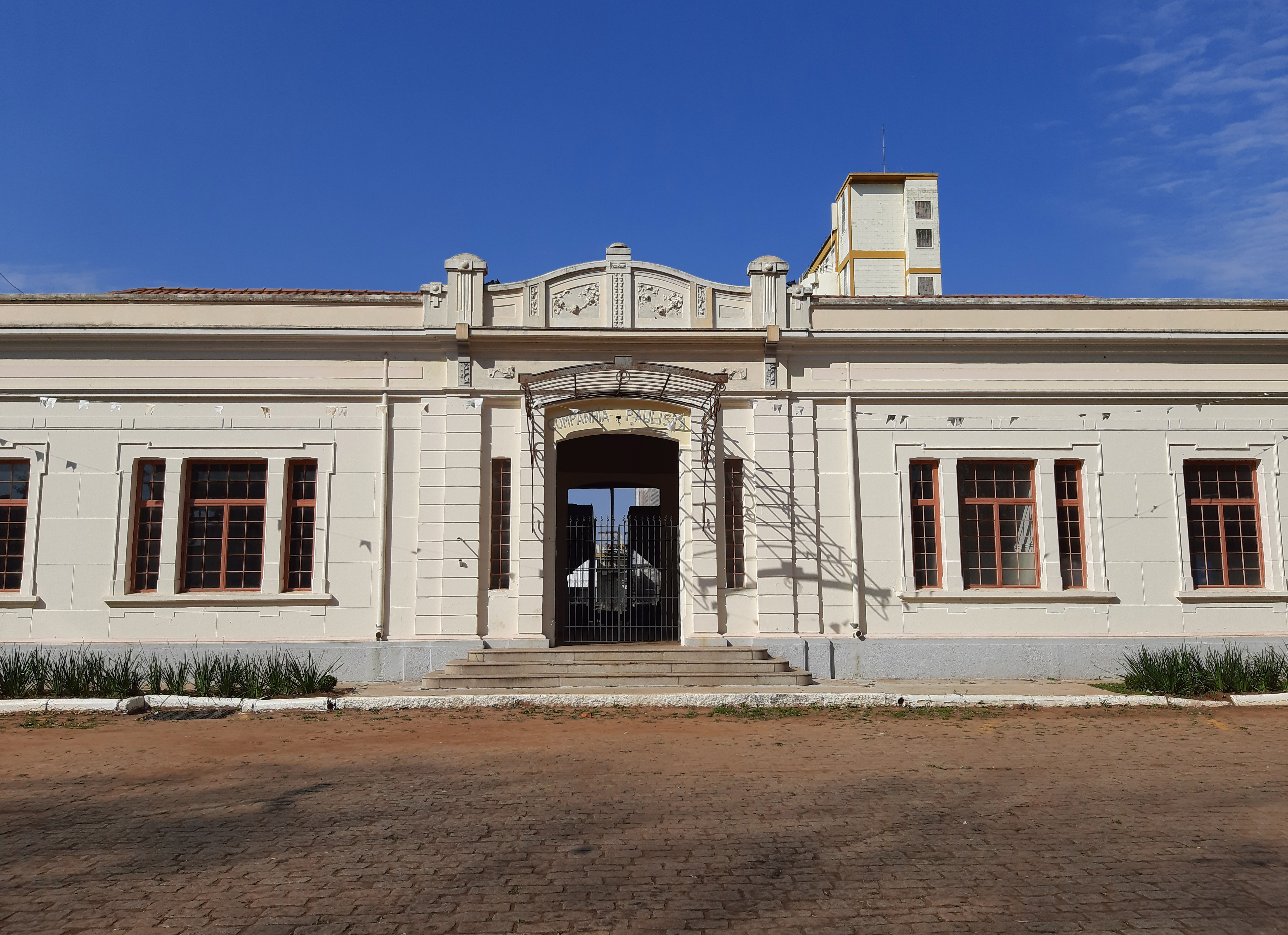
Museu Ferroviário Paulista

Es existieren Eisenbahngleise für den Gütertransport. Die Gleise verlaufen von Süd nach Nord. Das Museum Ferroviário Paulista befindet sich bei der ehemaligen Eisenbahnstation.

## Städtepartnerschaften
Partnerstadt von Nova Odessa ist seit 2007  Jelgava in  Lettland.

## Religion
Das Christentum ist in der Stadt wie folgt vertreten:

### Römisch-katholische Kirche
Die katholische Kirche in der Gemeinde ist Teil der Bistum Limeira.

### Protestantische Kirche
In der Stadt gibt es die unterschiedlichsten evangelischen Glaubensrichtungen, hauptsächlich Pfingstler, darunter die brasilianischen Assemblies of God (die größte evangelische Kirche des Landes), die Christliche Kongregationalistische Kirche in Brasilien, und andere.

## Söhne und Töchter der Stadt
- Alef dos Santos Saldanha (* 1995), Fußballer
- Harri Lorenzi (* 1949), Biologe